# Funzione a variazione limitata

La funzione non è a variazione limitata

In analisi matematica una funzione di variabile reale si dice a variazione limitata se la sua "variazione totale" è finita. Intuitivamente, le funzioni a variazione limitata in una variabile sono quelle per cui la distanza percorsa da un punto che si muove lungo il suo grafico è finita in ogni intervallo finito. Una funzione che non è a variazione limitata è il cosiddetto "seno del topologo", cioè
{\displaystyle f(x)={\begin{cases}0,&{\mbox{se }}x=0\\\sin(1/x),&{\mbox{se }}x\neq 0\end{cases}}}
se considerata in un qualsiasi intervallo che contenga lo 0, poiché all'avvicinarsi di {\displaystyle x} a 0, la curva presenta infinite oscillazioni tra -1 e 1.
In più dimensioni il significato della definizione è lo stesso, tranne per il fatto che il cammino dell'ipotetico punto non può essere tutto il grafico della funzione (che sarà in generale una superficie o una ipersuperficie), ma sarà ogni intersezione di tale grafico con un piano parallelo agli assi.
Le funzioni a variazione limitata rivestono una notevole importanza nell'integrale di Riemann-Stieltjes e nel calcolo delle variazioni, poiché risultano essere le scelte naturali per trovare la soluzione in problemi di superficie minima come il problema di Didone.

## Definizione

### Funzioni di una variabile
Si definiscono innanzitutto le variazioni (rispettivamente positiva, negativa e totale) di una funzione definita in un intervallo chiuso e limitato a valori reali {\displaystyle f:[a,b]\to \mathbb {R} } come
{\displaystyle P_{a}^{b}(f)=\limsup _{\delta (P)\to 0}\sum _{i=0}^{n_{P}-1}[f(x_{i+1})-f(x_{i})]^{+}}
{\displaystyle N_{a}^{b}(f)=\limsup _{\delta (P)\to 0}\sum _{i=0}^{n_{P}-1}[f(x_{i+1})-f(x_{i})]^{-}}
{\displaystyle V_{a}^{b}(f)=\limsup _{\delta (P)\to 0}\sum _{i=0}^{n_{P}-1}|f(x_{i+1})-f(x_{i})|}
dove {\displaystyle P} è un'arbitraria partizione dell'intervallo {\displaystyle [a,b]} e {\displaystyle \delta (P)} il suo calibro (ossia l'ampiezza del massimo intervallo della partizione); {\displaystyle f^{+}} e {\displaystyle f^{-}} sono la parte positiva e parte negativa di una funzione.
Vale la relazione
{\displaystyle V_{a}^{b}(f)=P_{a}^{b}(f)+N_{a}^{b}(f)}
e che se la funzione è monotona a tratti, allora la sua variazione totale è la somma delle variazioni in ogni singolo intervallino di monotonia.
Si dice dunque che {\displaystyle f} è a variazione limitata e si scrive {\displaystyle f\in BV[a,b]} se {\displaystyle V_{a}^{b}(f)<\infty }.
Si può provare che {\displaystyle f} è a variazione limitata se e solo se si può scrivere come differenza di due funzioni monotone non decrescenti (decomposizione di Jordan). Una possibile decomposizione è ad esempio
{\displaystyle f(x)=f(a)+P_{a}^{x}(f)-N_{a}^{x}(f)}
in quanto variazione positiva e negativa sono quantità sempre maggiori o uguali a zero, quindi monotone al crescere dell'intervallo. Per lo stesso motivo, nella definizione di {\displaystyle P}, {\displaystyle N} e {\displaystyle V} si poteva prendere equivalentemente l'estremo superiore invece del limite superiore.

### Funzioni di più variabili
Per funzioni di più variabili si possono dare due definizioni, che risultano equivalenti ({\displaystyle \Omega } sarà un insieme aperto in {\displaystyle \mathbb {R} ^{n}}):
- Una {\displaystyle f:\Omega \to \mathbb {R} } integrabile si dice a variazione limitata, {\displaystyle f\in BV(\Omega )}, se esiste una misura di Radon vettoriale finita {\displaystyle Df\in {\mathcal {M}}(\Omega ;\mathbb {R} ^{n})} tale che

{\displaystyle \int _{\Omega }f(x)\,\mathrm {div} {\boldsymbol {\phi }}(x)\,dx=-\int _{\Omega }\langle {\boldsymbol {\phi }},Df(x)\rangle \qquad \forall {\boldsymbol {\phi }}\in C_{c}^{1}(\Omega ;\mathbb {R} ^{n})},
cioè {\displaystyle f} definisce un funzionale lineare sullo spazio delle funzioni vettoriali a supporto compatto. {\displaystyle Df} rappresenta un gradiente debole di {\displaystyle f}.
- Una {\displaystyle f:\Omega \to \mathbb {R} } integrabile si dice a variazione limitata, {\displaystyle f\in BV(\Omega )}, se la sua variazione totale

{\displaystyle V(f,\Omega ):=\sup \left\{\int _{\Omega }f\mathrm {div} {\boldsymbol {\phi }}\colon \phi \in C_{c}^{1}(\Omega ,\mathbb {R} ^{n}),\ \Vert {\boldsymbol {\phi }}\Vert _{L^{\infty }(\Omega )}\leq 1\right\}.}
è finita.

#### Equivalenza delle definizioni
Supponendo sia valida la prima definizione, allora {\displaystyle V(f,\Omega )} è esattamente la norma del funzionale (visto come operatore lineare continuo) che esiste per ipotesi, dunque è necessariamente finita.
Il viceversa si ottiene dalla disuguaglianza
{\displaystyle \left|\int _{\Omega }f(x)\,\mathrm {div} {\boldsymbol {\phi }}\,dx\right|\leq V(f,\Omega )\Vert {\boldsymbol {\phi }}\Vert _{L^{\infty }(\Omega )}\qquad \forall {\boldsymbol {\phi }}\in C_{c}^{1}(\Omega ,\mathbb {R} ^{n})}
che implica che {\displaystyle \Phi \mapsto \int _{\Omega }f(x){\mbox{div}}\Phi (x)} è un funzionale lineare continuo sullo spazio {\displaystyle C_{c}^{1}(\Omega ;\mathbb {R} ^{n})}, che è un sottospazio lineare di {\displaystyle C(\Omega ;\mathbb {R} ^{n})}; tale funzionale si estende allora per linearità e continuità a tutto lo spazio grazie al teorema di Hahn-Banach, quindi definisce una misura di Radon.

## Esempi

La funzione è a variazione limitata

È già stato dato un esempio di funzione che non è a variazione limitata. La stessa funzione, però, è a variazione limitata in ogni intervallo {\displaystyle [\varepsilon ,1]} ad esempio, con {\displaystyle \varepsilon >0}, poiché la "singolarità" è presente solo nell'origine. È quindi chiaro come questa sia una proprietà che dipende anche dalla forma del dominio.
Risulta essere a variazione limitata in {\displaystyle [0,1]} invece la funzione
{\displaystyle f(x)={\begin{cases}0,&{\mbox{se }}x=0\\x^{2}\sin(1/x),&{\mbox{se }}x\neq 0\end{cases}}}
Mentre pur essendo uniformemente continua non è a variazione limitata la funzione in {\displaystyle [0,1]}
{\displaystyle f(x)={\begin{cases}0,&{\mbox{se }}x=0\\x\sin(1/x),&{\mbox{se }}x\neq 0\end{cases}}}
perché l'integrale del modulo della derivata diverge.
Un'importante classe di funzioni che risultano essere a variazione limitata sono le funzioni integrabili con derivata a sua volta integrabile, cioè gli elementi dello spazio di Sobolev {\displaystyle W^{1,1}(\Omega )} (in una variabile e su un intervallo limitato, questa classe non è altro che la classe delle funzioni assolutamente continue, a meno di rappresentanti).

## Proprietà
In una variabile, dalla definizione risulta subito che una funzione BV è in particolare limitata. Inoltre, essa è derivabile quasi ovunque e ammette al più solo discontinuità di prima specie: questo discende dalla decomposizione di Jordan in differenza di due funzioni monotone (le funzioni monotone possiedono le proprietà dette). Risulta anche
{\displaystyle \int _{a}^{b}|f'(x)|dx\leq V_{a}^{b}(f)}
con l'uguaglianza valida se e solo se la funzione è assolutamente continua.
Sempre riguardo alla decomposizione di Jordan, {\displaystyle P_{a}^{b}(f)} e {\displaystyle N_{a}^{b}(f)} sono le funzioni monotone "minimali" per cui valga la rappresentazione, nel senso che se
{\displaystyle f(x)=f(a)+g(x)-h(x)},
con {\displaystyle g} e {\displaystyle h} monotone, allora
{\displaystyle g\geq P_{a}^{b}(f)} e {\displaystyle h\geq N_{a}^{b}(f)}.
In generale, lo spazio funzionale {\displaystyle BV(\Omega )} è uno spazio vettoriale: risulta essere uno spazio di Banach se munito della norma
{\displaystyle \|f\|_{BV(\Omega )}=\|f\|_{L^{1}(\Omega )}+V(f,\Omega )}
Sempre riguardo agli aspetti di analisi funzionale, si dimostra anche che il funzionale variazione {\displaystyle V(\cdot ,\Omega )} è semicontinuo inferiormente rispetto alla norma di {\displaystyle L^{1}(\Omega )}, cioè se {\displaystyle f_{n}\to f} in norma {\displaystyle L^{1}}, allora
{\displaystyle V(f,\Omega )\leq \liminf _{n}V(f_{n},\Omega )}.
Per le funzioni BV vale una versione leggermente modificata della regola della catena: se {\displaystyle f\in C^{1}(\mathbb {R} ^{p})} e {\displaystyle u\in BV(\Omega )} allora {\displaystyle f(u)\in BV(\Omega )} e 
{\displaystyle {\frac {\partial f({\boldsymbol {u}}({\boldsymbol {x}}))}{\partial x_{i}}}=\sum _{k=1}^{p}{\frac {\partial {\bar {f}}({\boldsymbol {u}}({\boldsymbol {x}}))}{\partial u_{k}}}{\frac {\partial {u_{k}({\boldsymbol {x}})}}{\partial x_{i}}}\qquad \forall i=1,\ldots ,n}
dove
{\displaystyle {\bar {f}}({\boldsymbol {u}}({\boldsymbol {x}}))=\int _{0}^{1}f\left({\boldsymbol {u}}_{\boldsymbol {\hat {a}}}({\boldsymbol {x}})t+{\boldsymbol {u}}_{-{\boldsymbol {\hat {a}}}}({\boldsymbol {x}})(1-t)\right)dt}
è il valor medio della funzione nel punto {\displaystyle x}. Da questo teorema discende anche che il prodotto di due funzioni BV è ancora BV; ciò rende lo spazio {\displaystyle BV(\Omega )} un'algebra di Banach.
Osservazione: è possibile dimostrare che il prodotto di due funzioni a variazione limitata è ancora una funzione a variazione limitata senza fare ricorso alle derivate. In questo caso il risultato si estende alle funzioni a variazione limitata da un intervallo [0,T] a uno spazio di Banach X.